# Mjenjačnica
Mjenjačnica je objekt u sektoru financijskih usluga u kojoj klijenti mogu promijeniti novac. Djelatnici mijenjaju novčanice ili novac prema tečaju uglavnom u domaću valutu.
Zakonska sredstva plaćanja se mijenjaju.
Usluge mjenjačnica mogu se nadoknaditi u razlici cijene između kupnje i prodaje.